# Yahoo!
Yahoo! Inc. je američko javno društvo sa sjedištem u Sunnyvaleu, Kalifornija, SAD koje nudi usluge na internetu kao mediju diljem svijeta.

## Povijest tvrtke
U siječnju 1994., Jerry Yang i David Filo bili su studenti na Stanfordskom sveučilištu, s web stranicama imena "Jerry and David's Guide to the World Wide Web", tj. web imenikom, koji je u travnju te godine preimenovan u "Yahoo!", što su službeno objasnili kao kraticu za:"Yet Another Hierarchical Officious Oracle".
Uskoro njihov web imenik postaje velika tvrtka. U isto vrijeme (1995.) rabe usluge tražilice AltaVista (prva velika tražilica), da bi je 8 godina kasnije, 2003. godine kupili (u međuvremenu je primat među tražilicama preuzeo konkurent Google).

## Danas
Danas je Yahoo! jedan od većih svjetskih web portala s pripadajućim uslugama, pružanjem usluge besplatnog e-poštanskog sandučića (webmail), mailing liste, postoji također Yahoo! Messenger (IM klijent) itd.